# 全勇男
全勇男（전용남，?—），北韓政治家，最高人民會議代議員。據報導，他是最高領導人金正恩的親信。

## 生平
全勇男於2012年崛起。當年3月，他被任命為金日成社會主義青年同盟的第1書記。同年7月，迅速升為委員長，分析指，他因能管理學生以及引導年青人思想，而深得金正恩器重。兩個月後，又被任命為最高人民會議的常任委員會委員。11月，出任為國家體育指導委員會委員。2014年3月的最高人民會議選摰中，任當選為代議員。2017年11月7日舉行的青年同盟第九届中央委員會第五次全會擴大會議中，全勇男因「工作關係」被解除其委員長職務，位置由朴哲民取替。

## 資料來源
1. 1 2  "日本媒体披露金正恩幕僚：全勇男管理年轻人" （页面存档备份，存于） 2013 4 18
2. ↑  "北, 청년동맹 1비서에 전용남" （页面存档备份，存于） 《韓聯社》 2012 3 23
3. 1 2  .   [2014-04-28]. （原始内容存档于2019-11-09）.
4. ↑  "青年同盟举行九届五中全会扩大会议" 《朝鮮中央通訊社》 2017-11-09